# Mariánské Radčice
Mariánské Radčice là một làng thuộc huyện Most, vùng Ústecký, Cộng hòa Séc.